# I. A. 리처즈

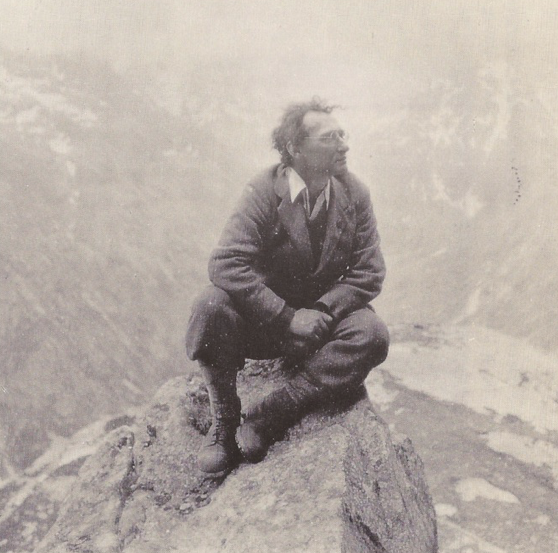

I. A. 리처즈(I. A. Richards, 1893년 2월 26일 – 1979년 9월 7일 )는 영국 교육자, 문학 비평가 및 수사학자였다. 그의 작품은 문학 작품이 어떻게 독립적이고 자기 참조적인 것으로 기능하는지 발견하기 위해 문학 텍스트, 특히 시를 자세히 읽는 것을 강조한 문학 이론의 형식주의 운동인 신비평(New Criticism)의 기초에 기여했다.
신비평의 문학적 방법론 수립에 대한 리처즈의 지적 공헌은 오그던과 공저에 나와 있다.
그는 케임브리지 대학에서 철학을 공부했으며, 여기에서 20세기에 문학 연구는 그 자체로 전문 분야로 수행될 수 없고 수행되어서도 안 되며 동족 분야와 함께 연구되어야 한다는 주장을 도출했다. 철학, 심리학 또는 수사학과 같은. 그의 초기 교수 임용은 겸임 교수였다. 캠브리지 대학교에서 모들린 칼리지는 리처즈가 검증되지 않은 새로운 학문 분야의 영문학을 가르치는 데 급여를 지불하지 않았다. 대신 그는 구식 강사처럼 학생들이 교실에 들어서는 즉시 매주 수업료를 직접 징수했다.
많은 노력이 언어학자, 철학자, 작가인 찰스 케이 오그던과 협력하여 이루어졌다.